# Argos Orestiko

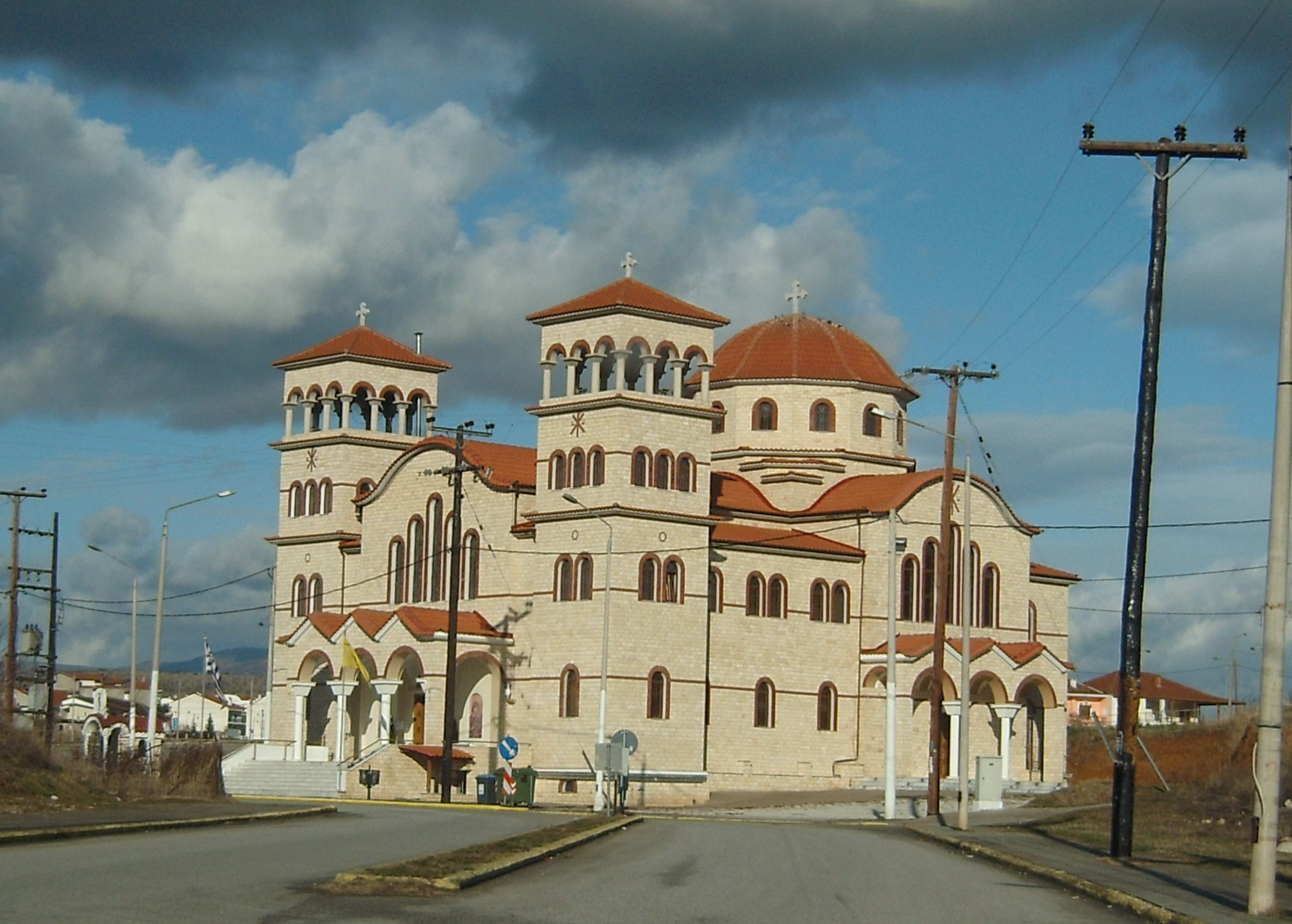
Kirche

Argos Orestiko (griechisch Άργος Ορεστικό (n. sg.), ältere Bezeichnung Άργος Ορεστικόν Argos Orestikon; aromunisch Grupiști oder Hrupishte; albanisch Rupishti) ist eine griechische Gemeinde in der Region Westmakedonien. Sitz ist die gleichnamige Kleinstadt mit 7473 Einwohnern im Jahr 2011, etwa 8 km südlich der Stadt Kastoria in der Nähe des Südufers des Kastoria-Sees, sie ist die zweitgrößte Siedlung im Regionalbezirk Kastoria. Durch die Kleinstadt verläuft der Oberlauf des Flusses Aliakmonas.
Als Landgemeinde (kinotita) Chroupista (aromunisch Grupiștea) 1918 anerkannt, erfolgte 1926 die Umbenennung in Argos Orestikon („orestisches Argos“) nach einer gleichnamigen antiken makedonischen Siedlung (altgriechisch Ἄργος Ὀρεστικόν), einer legendären Gründung des Orestes, die in der Gegend verortet wurde. 1946 wurde Argos Orestikon zur Stadtgemeinde (dimos) erhoben; 1970 wurde die Gemeinde (nicht die Stadt) nach der antiken Landschaft Orestis in Orestida (ältere Form Orestis) umbenannt, sie erhielt nach der Verwaltungsreform 2010 wieder den Namen Argos Orestiko. Nach der Fusion der 1970 Orestida genannten Gemeinde mit dem benachbarten Ion Dragoumis hieß die neue Großgemeinde zunächst weiter Orestida, 2013 wurde sie in Argos Orestiko rückbenannt.
Die Bewohner von Argos Orestiko sind vorwiegend in der Landwirtschaft beschäftigt. Neben dieser spielte bis in die 1990er Jahre die Pelz-Bearbeitung und -Veredlung, deren Zentrum das nahe gelegene Kastoria ist, ebenfalls eine Rolle. Die Pelz- und Pelzstückenverarbeitung war jahrzehntelang der Hauptdevisenerbringer Westgriechenlands und ist trotz zurückgehender Zahlen immer noch die Nummer eins des Exportsektors im Westen Mazedoniens. Obwohl mit der griechischen Pelzindustrie immer der Ort Kastoria verbunden wird, kamen auf der Pelzmesse in Saloniki im Jahr 1976 von den 79 griechischen Ausstellern nur zwölf aus der Stadt Kastoria, 29 aus Siatista, aber 21 aus Argos Orestiko.
Durch Argos Orestiko verläuft die Nationalstraße 15 von Siatista nach Kastoria und danach weiter zur albanischen Grenze bei Krystallopigi. Im Bereich von Argos Orestiko ist die Nationalstraße 15 bereits durch die neu gebaute Autobahn 15 ersetzt worden, welche an Stelle der alten Nationalstraße tritt. Nach Fertigstellung wird sie die Autobahn 2 von Ioannina nach Thessaloniki bei Siatista mit Kastoria und der albanischen Grenze verbinden. Auf dem Gebiet von Argos Orestiko befindet sich auch der nationale Flughafen von Kastoria.
15 Kilometer von Argos Orestiko entfernt liegt sich der sogenannte steinerne Wald (beim Ortsteil Nostimo), dessen Alter auf 15 bis 20 Millionen Jahre errechnet wurde.

## Gemeindegliederung
Die 13 bis 1997 eigenständigen Gemeinden bilden heute den Stadtbezirk Argos Orestiko (griechisch dimotiki kinotita) und 12 Ortsgemeinschaften (Singular topiki kinotita), die jeweils eigene Ortsvertretungen wählen. Die Einwohnerzahlen stammen aus dem Ergebnis der Volkszählung 2011.
- Gemeindebezirk Argos Orestiko – Δημοτική Ενότητα Άργους Ορεστικού – 8.903
  - Stadtbezirk Argos Orestiko – Δημοτική Κοινότητα Άργους Ορεστικού – 7.482
    - Argos Orestiko – Άργος Ορεστικό – 7.473
    - Kremasto – Κρεμαστό – 9

  - Ortsgemeinschaft Agios Ilias – Τοπική Κοινότητα Αγίου Ηλία – Άγιος Ηλίας – 8
  - Ortsgemeinschaft Ammoudara – Τοπική Κοινότητα Αμμουδάρας – 245
    - Ammoudara – Αμμουδάρα – 61
    - Ambelochori – Αμπελοχώρι – 134
    - Votani – Βοτάνι – 50

  - Ortsgemeinschaft Aspokklisia – Τοπική Κοινότητα Ασπροκκλησιάς – 375
    - Aspokklisia – Ασπροκκλησιά – 358
    - Aproneri – Ασπρονέρι – 17

  - Ortsgemeinschaft Vrachos – Τοπική Κοινότητα Βράχου – Βράχος – 33
  - Ortsgemeinschaft Dialekto – Τοπική Κοινότητα Διαλεκτού – 133
    - Velos – Βέλος – 77
    - Dialekto – Διαλεκτό – 56

  - Ortsgemeinschaft Kastanofyto – Τοπική Κοινότητα Καστανοφύτου – 44
    - Ano Perivoli – Άνω Περιβόλι – 19
    - Kastanofyto – Καστανόφυτο – 25

  - Ortsgemeinschaft Langa – Τοπική Κοινότητα Λάγκας – Λάγκα – 41
  - Ortsgemeinschaft Lakkomata – Τοπική Κοινότητα Λακκωμάτων – 218
    - Krya Nera – Κρύα Νερά – 16
    - Lakkomata – Λακκώματα – 97
    - Lachanokipi – Λαχανόκηποι – 105

  - Ortsgemeinschaft Melanthio – Τοπική Κοινότητα Μελανθίου – 139
    - Melanthio – Μελάνθιο – 88
    - Niki – Νίκη – 41
    - Petropoulaki – Πετροπουλάκι – 10

  - Ortsgemeinschaft Nostimo – Τοπική Κοινότητα Νοστίμου – Νόστιμο – 108
  - Ortsgemeinschaft Spilea – Τοπική Κοινότητα Σπηλαίων – 37
    - Zevgostasio – Ζευγοστάσιο – 6
    - Spilea – Σπήλαια – 31

  - Ortsgemeinschaft Spilios – Τοπική Κοινότητα Σπήλιου – 40
    - Anthiro – Ανθηρό – 24
    - Kerasona – Κερασώνα – 2
    - Spilios – Σπήλιος – 14
- Gemeindebezirk Ion Dragoumis – Δημοτική Ενότητα Ίωνος Δραγούμη – Ίων Δραγούμης – 2.899
  - Ortsgemeinschaft Ambelokipi – Τοπική Κοινότητα Αμπελοκήπων – Αμπελόκηποι – 668
  - Ortsgemeinschaft Vogatsiko – Τοπική Κοινότητα Βογατσικού – 549
    - Agios Nikolaos – Άγιος Νικόλαος – 6
    - Vogatsiko – Βογατσικό – 543

  - Ortsgemeinschaft Germas – Τοπική Κοινότητα Γέρμα – Γέρμας – 560
  - Ortsgemeinschaft Kostarazi – Τοπική Κοινότητα Κωσταραζίου – 751
    - Kostarazi – Κωσταράζι – 751
    - Neo Kostarazi – Νέο Κωσταράζι – unbewohnt

  - Ortsgemeinschaft Militsa – Τοπική Κοινότητα Μηλίτσας – Μηλίτσα – 371

## Söhne und Töchter
- Toma Caragiu (1925–1977), rumänischer Schriftsteller
- Eleftherios Synadinos (* 1955), Politiker
- Dimitris Dollis (* 1956), Politiker